# Montfort-Laval
Montfort-Laval ist eine Familie des bretonischen Adels mit dem Stammsitz Montfort-sur-Meu.

## Geschichte
Das Haus Montfort tritt erstmals im Zusammenhang mit der normannischen Eroberung Englands auf. Stammvater ist Ralph Stalre, ein Adliger, der sowohl im angelsächsischen England als auch der Bretagne Besitz hatte. Er war ein Vertrauter des Königs Eduard der Bekenner, schloss sich dann aber Wilhelm dem Eroberer an, der ihn zum ersten Earl of Norfolk and Suffolk ernannte. Sein Sohn war Raoul I. de Gaël, der nach einem Aufstand beide Grafschaften 1074 verlor und sich in die Bretagne zurückziehen musste.

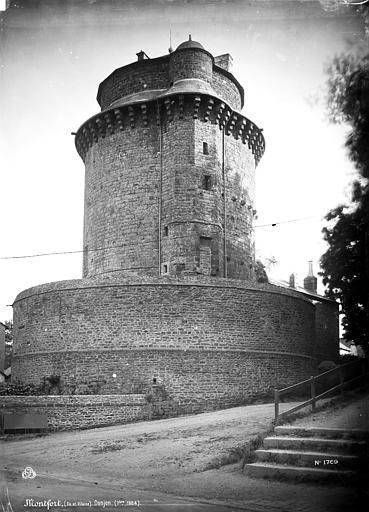
Der Papageienturm der Burg Montfort-sur-Meu, 1389 anstelle des viereckigen Donjon der Burg Montfort errichtet.

Dort waren der zentrale Besitz der Familie Montfort-sur-Meu (früher Montfort-la-Cane, Montfort-la-Montagne oder Montfort-la-Nouaye) und Gaël, das nun für die nächsten Generationen die Heimat der Familie blieb. Erst im 15. Jahrhundert kamen durch Heirat die bretonische Herrschaft Vitré und die Herrschaft Laval in der Grafschaft Maine hinzu, die 1431 selbst zur Grafschaft erhoben wurde.
Raoul IX. de Montfort heiratete Anne, Dame de Laval († 1466) aus dem „Zweiten Haus Laval“, denn ein Zweig des Hauses Montmorency hatte 1264 das ursprüngliche Haus Laval beerbt. Ihr gemeinsamer Sohn Guy XIII. de Laval (1385–1414) begründete damit das Haus Montfort-Laval (das „Dritte Haus Laval“). Damit kamen die Burg Laval und die Grafschaft Laval an die Familie Montfort, die den Namen Laval annahm. Die Herren und Grafen von Laval gehörten, neben dem Haus Rohan und dem Haus Clisson, zu den mächtigsten Familien im Herzogtum Bretagne des Mittelalters. Als Grafen von Laval spielte die Familie Montfort-Laval dann bis zur Mitte des 16. Jahrhunderts eine bedeutende Rolle in der französischen Politik. 1547 erlosch sie im Mannesstamm und 1561 in weiblicher Linie. Sie wurde vom Haus Coligny (als „Viertes Haus Laval“) beerbt.
Die bekanntesten Angehörigen der Familie sind (eine Besonderheit ist, dass die Erben der Herrschaft bzw. Grafschaft Laval den Namen Guy in der Regel erst mit dem Antritt des Erbes annahmen):
- Ralph Stalre, 1. Earl of Norfolk and Suffolk
- Ralph Guader, 2. Earl of Norfolk and Suffolk bis 1074
- Jean de Montfort, 1406 Guy XIII. de Laval († 1414)
- Guy XIV. de Laval (1407–1486)
- André de Laval († 1485), Marschall von Frankreich
- Jeanne de Laval (1433–1498), Ehefrau von René I. d’Anjou
- François Guy XV. de Laval (1435–1501)
- Pierre de Laval (1442–1493), Erzbischof von Reims
- Nicolas de Montfort, 1501 Guy XVI. de Laval (1476–1531)
- Claude de Montfort, 1531 Guy XVII. de Laval (1522–1547)

## Stammliste

### Die Earls of Norfolk and Suffolk
1. Ralph Stalre, † um 1069, bretonischer Herkunft, 1060 Dapifer des Königs Eduard der Bekenner, 1066 auf Seiten der Normannen, wohl 1067 1. Earl of Norfolk and Suffolk
  1. Ralph Guader, † um 1097, Teilnehmer an der Eroberung Englands (1066), 1070 als Earl of Norfolk und Suffolk bestätigt, verliert die Grafschaften 1074, Seigneur de Montfort et de Gaël, gestorben als Teilnehmer am Ersten Kreuzzug; ⚭ Emma, Tochter von William FitzOsbern, 1. Earl of Hereford, (FitzOsbern)
    1. Guillaume, † 1102, Seigneur de Gaël
    2. Raoul, Seigneur de Montfort et de Gaël, 1099 Herr von Breteuil
      1. Amicie, Erbin von Breteuil, als Witwe Nonne in Nuneaton; ⚭ Robert de Beaumont, 2. Earl of Leicester, † 1168 (Haus Beaumont)
      2. Sohn – The Complete Peerage berichtet, dass die späteren Herren von Montfort und Gaël in männlicher Linie von Raoul II. abstammen[1]

    3. Alain, Seigneur de Le Largez, Teilnehmer des Ersten Kreuzzugs, dort † 1101

  2. Hardouin, 1086 bezeugt als Grundbesitzer in Suffolk
  3. Tochter; ⚭ NN
    1. Alsi, Neffe von Earl Ralph, 1086 bezeugt als Grundbesitzer in Suffolk

### Die Herren von Montfort und Laval, Grafen von Laval
1. NN[2]
  1. (I) Guy, 1373 bezeugt
  2. (I) Raoul VII. de Montfort, 1373 bezeugt, † vor 8. Juni 1406, Seigneur de Montfort et de Gaël; ⚭ Isabeau de Lohéac, Dame de La Roche-Bernard, Tochter von Eon de Lohéac und Béatrix de Craon
    1. Raoul VIII., † August 1419, Sire de Montfort-la-Cane, de Gaël et de La Roche-Bernard; ⚭ Jeanne de Kergorlay
    2. Éon, 1373 Sire de Rochefort; ⚭ (Ehevertrag vom 5. Juni 1371) Jeanne, Dame de Rochefort, Vicomtesse de Donges 1406, heiratete in zweiter Ehe Jean II. de Rieux, Sire de Rochefort et de Rieux, Marschall von Frankreich 1406 (Haus Rieux)
      1. Raoul, 1373/87 bezeugt

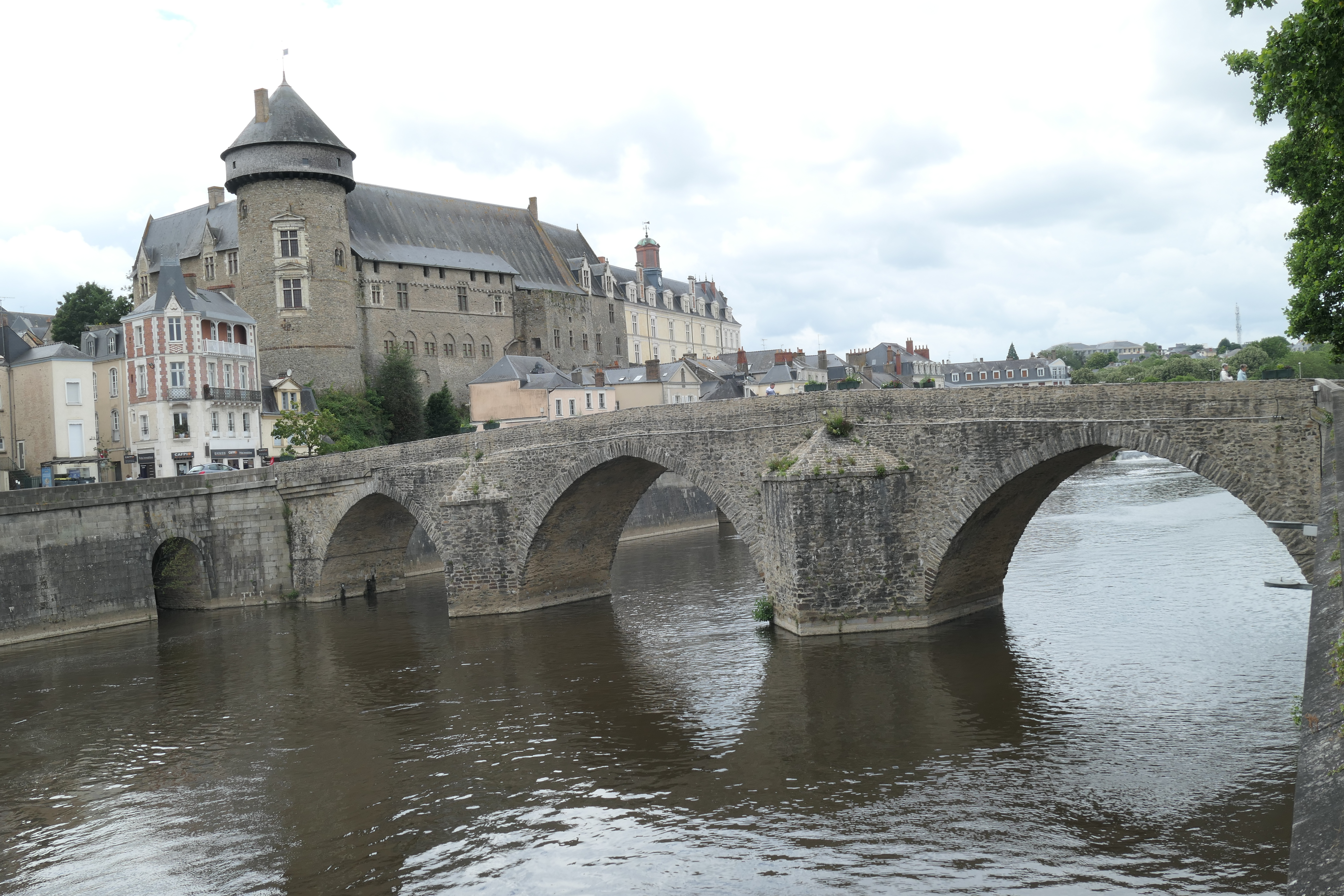
Burg Laval über dem Fluss Mayenne

      2. Burg Laval über dem Fluss MayenneJean de Montfort, † 12. August 1414 auf Rhodos, Seigneur de Kergolay, 1406 als Gui XIII. Sire de Laval et de Vitré; ⚭ (Ehevertrag vom 15. und 22. Januar 1405) Anne de Laval (aus dem Haus Montmorency-Laval), *1385, † 28. Januar 1466 in Vitré, Dame de Laval, d'Aquigny, de Vitré, de Gavre, d’Aubigné, de Tinténiac, de Romillé, de Bécherel et de Châtillon, Tochter und Erbin von Gui XII., Sire de Laval († 1465), bestattet in Saint-Tugé in Laval (Stammliste der Montmorency), sie heiratete in zweiter Ehe 1416, später getrennt, Jean Turpin, burgundischer Kämmerer, 1415/32 bezeugt
        1. Jeanne, 1405/06 bezeugt, † 18. Dezember 1468 in Lavardin, bestattet in Saint-Georges in Vendôme; ⚭ (Ehevertrag Rennes 21. August 1424) Louis de Bourbon, 1412 2. Comte de Vendôme, † 21. Dezember 1446 in Tours, bestattet in Saint-Georges in Vendôme, (Bourbonen)
        2. Gui XIV. (* 1407 † 2. September 1486 in Châteaubriant), Reims 17. Juli 1429 Erhebung der Herrschaft Laval zur Grafschaft Laval (registriert Poitiers 17. Mai 1431 durch den Grafen von Maine, königliche Bestätigung Thouars Januar 1481), 1429 Seigneur de Gavre, 1466 Sire de Laval et de Vitré, bestattet in Laval; ⚭ I Redon 1. Oktober 1430 Isabeau Tochter von Jean VI., Herzog von Bretagne († 14. Januar 1442 in Auray), bestattet in der Jakobinerkirche in Nantes (Haus Frankreich-Dreux); ⚭ II Rennes 3. Oktober 1450 Françoise de Dinan, Dame de Châteaubriant, de Vioreau, de Huguetières, de Beaumanoir, de Bodister-en-Pleurin etc., * La Roche-Suhart 20. November 1436, † 3. Januar 1499, Erbtochter von Jacques de Dinan, Seigneur de Bodister, und Catherine de Rohan, Witwe von Gilles de Bretagne, Seigneur de Princé et de la Mothe-Achard, sie heiratete in dritter Ehe 1494 Jean de Proisy, Baron de Bove (1488 bezeugt, X 1524 vor Pavia), sie wurde in der Dominikaner-Kirche in Nantes bestattet
          1. (I) Yolande, * 1. Oktober 1431, † 8. November 1487; ⚭ I (Ehevertrag Vannes 21. Mai 1435) Alain IX. de Rohan, Graf von Porhoët, 1454 bezeugt (Haus Rohan); ⚭ II (Ehevertrag Redon 14. Juli 1454) Guillaume d’Harcourt, Graf von Tancarville († 27. Oktober 1484), (Haus Harcourt)
          2. (I) François, * Vannes 1432, † 14 Tage alt, bestattet in Vannes
          3. (I) Jeanne, *Auray 10. November 1433; † Saumur 19. Dezember 1498; ⚭ (Ehevertrag Angers 10. September 1454) René I., Titularkönig von Sizilien und Jerusalem, 1431/53 Herzog von Lothringen, † Aix-en-Provence 10. Juli 1480, bestattet in der Kathedrale von Angers (Haus Valois-Anjou)
          4. (I) Anne, * Vannes 1434, †6 Wochen alt, bestattet in Vannes
          5. (I) François Gui XV., * Moncontour 16. November 1435; † Laval 29. Oktober 1501, 1461 Seigneur de Gavre, 1468 Comte de Montfort-sur-Risle, 1486 Comte de Laval etc., Conte di Caserta, Vicomte de Rennes, Sire de Vitré, d'Aquigny, de Montreuil-Bellay, de Somois et de La Guerche, bestattet in Laval; ⚭ (Ehevertrag Tours 8. Januar 1461) Catherine d’Alençon, † Montjean 18. Juli 1505, Tochter von Jean II., Herzog von Alençon, Pair von Frankreich (Haus Valois-Alençon)
            1. Sohn (Louis)

          6. (I) Jean, * Redon 14. Februar 1437, † 14. August (oder Oktober) 1476, Seigneur de La Roche-Bernard; ⚭ Jeanne du Perrier, † nach 15. August 1483, 1470 Dame de Quintin, Tochter von Tristand, Seigneur du Perrier und Isabeau de Montauban, sie heiratete in zweiter Ehe Pierre de Rohan, Seigneur de Pontchâteau et de Quintin († nach 16. Dezember 1489) (Haus Rohan).
            1. Nicolas, * 1. Oktober 1476, † 20. Mai 1531 durch Sturz vom Pferd auf der Jagd, 1501 als Guy XVI. Comte de Laval etc., Vicomte de Rennes, bestattet in Laval; ⚭ I (Ehevertrag Vierzon 27. Januar 1501) Charlotte Infantin von Aragón, † Vitré 6. Oktober 1505, Tochter von Friedrich IV., König von Neapel (Haus Trastámara) ; ⚭ II 5. Mai 1517 Anne de Montmorency, † 29. Juni 1525, Tochter von Guillaume, Sire et Baron de Montmorency, bestattet in Laval (Stammliste der Montmorency); ⚭ III 24. August 1526 Antoinette de Daillon, † 19. April 1538, Dame de l’Île-sous-Brulons et de la Cropte, Tochter von Jacques, Seigneur du Lude, (Haus Daillon) und Jeanne d’Illiers
              1. (I) Louis, * Vitré 22. November 1402, † 21. März 1403
              2. (I) François, * 30. April 1503, X 27. April 1522 in der Schlacht bei Bicocca, Comte de Montfort
              3. (I) Catherine, * 1504, † 31. Dezember 1526; ⚭ (Ehevertrag 11. November 1518) Claude I. Sire de Rieux et de Rochefort, Comte d’Harcourt et d’Aumale, † 19. Mai 1532, bestattet in Notre-Dame de Rieux (Haus Rieux)

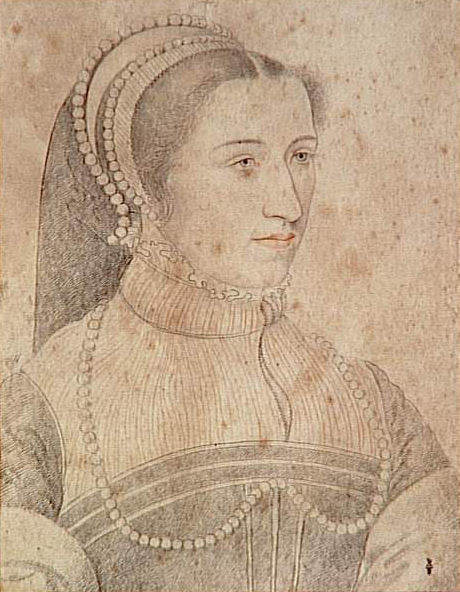
Guyonne de Laval (1524–1567)

                1. Guyonne de Laval (1524–1567)Renée de Rieux, † Laval 13. Dezember 1567, seit 1547 Guyonne de Laval, 1547 Dame de Laval etc., bestattet in Laval; ⚭ 5. Januar 1540 (alter Stil) Louis (Guy XVIII.) de Saint-Maure, 1545 Marquis de Nesle, Comte de Joigny. Sie erbt die Grafschaft Laval 1547 von ihrem Onkel Claude (Gui XVII.). Sie führt sie den Calvinismus in der Bretagne und in Mayenne ein. − Ultima familiae
                2. Claude de Rieux, * 8. Februar 1525, † Château de la Bretèche 5. August 1561; ⚭ (Ehevertrag 19. März 1547) François de Coligny, Comte de Coligny, Seigneur d’Andelot etc., † Saintes Mai 1569, bestattet in La Roche-Bernard (Haus Coligny). Ihr Ehemann ist einer der Anführer der Hugenotten in den Religionskriegen. → Haus Coligny
                  1. Paul de Coligny (1555–1586), Erbe seiner Tante Guyonne de Laval, nimmt den Namen Guy XIX. de Laval an: Comte de Laval, de Montfort, de Quintin, d'Harcourt, Vicomte de Rennes et de Donges, Baron de Vitré, de la Roche-Bernard, Sire de Rieux, de Rochefort, de l'Argouest, de Lillebonne, d'Aubigné, de Bécherel etc.
                    1. François de Coligny (1585–1605), gefallen im Türkenkrieg in Komárom, Ungarn. Als Guy XX. Graf von Laval usw. Konvertiert 1605 zum Katholizismus.

              4. (I) Anne, * Vitré 23. September 1505, † November 1553; ⚭ (Ehevertrag Vitré 23. Februar 1522) François de La Trémoille Vicomte de Thouars, Prince de Talmont, † 5. Januar 1541, → Haus La Trémoille
                1. Louis III. de la Trémoille (1521–1577), Vicomte, dann Duc de Thouars, Prince de Talmond et de Tarente
                  1. Claude de La Trémoille, duc de Thouars (1566–1604)
                    1. Henri de La Trémoille, duc de Thouars (1598–1674), Herzog von La Trémoille, Fürst von Talmont, 1605 Graf von Laval → weiteres: siehe Grafschaft Laval

              5. (II) René, * Vitré 23. August 1519, † Vitré 11. Oktober 1519
              6. (II) Claude, * 14. Februar 1522, † Saint-Germain-en-Laye 25. Mai 1547, 1531 als Gui XVII. Comte de Laval, Sire de Vitré etc., bestattet in Laval; ⚭ Châteaubriant 22. Oktober 1535 Claude de Foix, Comtesse de Rethelois, 1554 bezeugt, Tochter von Odet de Foix, Graf von Comminges, Vicomte de Lautrec, Marschall von Frankreich (Haus Grailly), sie heiratete in zweiter Ehe 1548 Charles de Luxembourg, Vicomte de Martigues, (X vor Hesdin 1553) (Haus Luxemburg-Ligny). Nach seinem Tod fällt die Grafschaft an seine Nichte Renée de Rieux (Guyonne de Laval). − Ultimus familiae
              7. (II) Marguerite, * 1523, Dame du Perrier; ⚭ 18. Juni 1529 Louis V. de Rohan, Seigneur de Guémené, † 14. Mai 1557, (Haus Rohan)
              8. (II) Anne, * Juni 1525; ⚭ 16. Februar 1539 Louis de Silly, Seigneur de La Roche-Guyon, 1549 bezeugt
              9. (III) François, † 9. September 1530, bestattet in Vitré
              10. (III) Louise, † vor 1531
              11. (III) Charlotte, † Orléans 3. März 1568, Dame de Tinténial; ⚭ 17. Oktober 1547 Gaspard II. de Coligny, Comte de Coligny, Seigneur de Châtillon-sur-Loing, Admiral von Frankreich, † ermordet Paris 24. August 1572, bestattet in Châtillon-sur-Loing (Haus Coligny)
              12. (unehelich, Mutter unbekannt) François de Laval, * vor 1501, †Laval 10. Februar 1554, Legitimation März 1540, 1530 Bischof von Dol, 1530 Abt von Paimpont, 1534 Abt von Le Tronchet

          7. (I) Arthuse, * Vannes 14. Februar 1438, † in der Provence
          8. (I) Hélène, * Ploërmel 17. Juni 1439, † 3. Dezember 1500; ⚭ (Ehevertrag Vitré 15. Januar 1450) Jean de Malestroit, Seigneur de Derval et de Combourg, † Châteaugiron 31. Mai 1482
          9. (I) Louise, * Montfort 13. Januar 1441, † 1480; ⚭ 15. Mai 1468 Jean III. de Brosse († 1502), genannt de Bretagne, Graf von Penthièvre, Vicomte de Bridiers, † 1502, bestattet in Boussac (Haus Brosse)
          10. (I) Pierre, * Montfort 17. Juli 1442, † Angers 4. August 1493, 1462 Domdechant in Angers, 1464 Abt von Saint-Aubin d’Angers und Saint-Nicolas d’Angers, 1472 frz. Staatsrat, 1472/86 Bischof von Saint-Brieuc, 1474/93 Erzbischof von Reims, 1479 Abt von Saint-Michel-en-l’Herm, 1486 Bischof von Saint-Malo, 1493 Abt von Saint-Méen, bestattet in Saint-Aubin d’Angers
          11. (II) Pierre, 1467/98 bezeugt, bestattet in der Jakobinerkirche in Nantes
          12. (II) François, * Châteaubriant Oktober 1464, † Amboise 15. Januar 1503), Seigneur de Montafilant; ⚭ (Ehevertrag 31. August 1482, bestätigt 11. Juni 1486) Françoise de Rieux, Dame de Malestroit, * 1461, † Châteaubriant 30. Oktober 1532, Tochter von Jean Sire de Rieux et de Rochefort, Comte d’Harcourt (Haus Rieux) und Françoise Raguenel, Dame de Malestroit, bestattet in Châteaubriant
            1. Jean de Laval-Châteaubriant, * Januar 1486, † 11. Februar 1543 (n. St.), Seigneur de Gavre (1515 an Jacques de Luxembourg verkauft), 1521 Seigneur de Dinan, 1531 Generalleutnant und Gouverneur von Bretagne; ⚭ (Ehevertrag Morlaix 4. September 1505) Françoise de Foix, † Châteaubriant 16. Oktober 1537 (Haus Grailly) und Mätresse des Königs Franz I., bestattet in Châteaubriant
              1. Anne de Laval „pater ignotus“, getauft Saint-Jean-de-Beré 19. März 1508 (n. St.), † 12. April 1521, bestattet in Châteaubriant, (wohl Tochter des Königs Franz I.)

            2. Pierre de Laval-Châteaubriant, * 1. Februar 1489, † 8. November 1521, Seigneur de Montafilant et de Beaumanoir; ⚭ Françoise de Tournemine

          13. Jacques, † 23. April 1502, 1498 Seigneur de Beaumanoir
            1. François de Laval-Beaumanoir, † 1522

        3. André, 1423 bezeugt, † 29. Dezember 1486, Sire de Lohéac. 1436/39 Admiral von Frankreich, 1439 Marschall von Frankreich; ⚭ Februar 1451 Marie de Laval-Retz, † Vitré, 1. November 1457, Tochter von Gilles de Retz, Marschall von Frankreich, Witwe von Prigent VII. de Coëtivy, Admiral von Frankreich (Haus Coëtivy), bestattet in Vitré (Stammliste der Montmorency)
        4. Louis, * 1411, † Laval 21. August 1489, Seigneur de Châtillon-en-Vendelais, 1448 Gouverneur der Dauphiné, 1465 Gouverneur der Champagne, 1466 grand maître et général réformateur des Eaux et Forêts de France, bestattet in Laval
        5. Catherine, † 30. August 1450, bestattet in Châteauroux; ⚭ (Ehevertrag Rennes 7. November 1427) Gui III. de Chauvigny, Sire de Châteauroux, Vicomte de Brosse, Seigneur d’Argenton-sur-Creuse etc. † Châteauroux 25. März 1483, bestattet in der Franziskanerkirche in Argenton

      3. Charles de Montfort, 1405/19 bezeugt
      4. Guillaume, 1405 bezeugt, † 27. September 1432 in Siena, 1423 Bischof von Saint-Malo, 1432 Kardinal